# بشردوستی اقتصادی

جلد کتاب جنیوکراسی نوشته شده توسط کلود وریلهون منتشر شده در سال ۲۰۰۴ توسط بنیاد رئالین.

بشردوستی اقتصادی یا به عبارت دیگر انسان‌گرایی اقتصادی مجموعه‌ای از ایده‌های اقتصادی مکمل سیستم جنیوکراسی (حکومت مردم بر مردم) است که اولین بار توسط کلود وریلهون بیان شده‌است. در این نظریه، انسان نقش محوری در سیاست گذاری‌ها و فعالیت‌های اقتصادی را دارد و بر هر عامل دیگری از جمله سود و منفعت ارجح است. بشردوستی اقتصادی توجه ویژه‌ای به موضوع اقتصاد رفاه دارد.

## ارتباط با سرمایه داری
بشردوستی اقتصادی، این نظریه سرمایه داری را قبول می‌کند که بر اساس آن بعضی از شرکت‌ها از طریق رقابت و نوآوری، فناوری اتوماسیون را اجرا می‌کنند و بدینوسیله به کاهش هزینه‌ها کمک می‌کنند. اتوماسیون منجر به جایگزین شدن مشاغل و کاهش مشتری‌های ثابت می‌شود. تا زمانی که تمام صنایع به بلوغ نرسیده باشند، وضعیت استخدام به سطح طبیعی خواهد رسید، چنان‌که مشتری‌های ثابت نیز به همان وضع باقی می‌ماند. در چارچوب انسان گرایی اقتصادی، سرمایه‌داری بهترین راه برای صنایع، به منظور رسیدن به بلوغ در دراز مدت است.
در حال حاضر به محض اینکه بلوغ صنایع حاصل شود، اتوماسیون منجر به حذف مشاغل با سرعتی بیش از سرعت معرفی صنایع جدید می‌شود. اگر در چنین زمانی سیستم اقتصادی اصلاح نشود، این رویداد نه تنها باعث کاهش مشتری‌های ثابت بلکه منجر به کاهش کل مشتری‌ها خواهد شد که به نوبه خود باعث ایجاد فقر علی‌رغم وجود سطح ثابت خروجی می‌شود.
کلود وریلهون Claude Vorilhon نویسنده کتاب انسانگرایی اقتصادی پیشنهاد کرد که تمام کارمندانی که کار آن‌ها توسط اتوماسیون جایگزین شده باید درآمد اضافه دریافت کنند و کل مردم نیز باید حداقل مبلغ مورد نیاز برای گذران زندگی را به‌طور ثابت دریافت کنند که این مبلغ سهم آن‌ها از مزیتی است که توسط اتوماسیون ارائه می‌شود. انسان گرایی اقتصادی از پرداخت مبلغ ثابتی به مردم توسط دولت حمایت می‌کند.
کلود وریلهون در کتاب خود جنیوکراسی (Geniocracy) می‌نویسد:
واضح است که این سیستم در جامعه سرمایه داری، قابل انجام نیست، زیرا به محض اینکه مالکان، کارخانه‌های خود را اتوماتیزه کنند، تمامی کارمندان خود را بدون اینکه حقوقی به آنها پرداخت کنند اخراج می‌کنند و اجازه می‌دهد تا آنها از گرسنگی بمیرند در حالیکه ماشین‌ها تمام کارها را انجام می‌دهند، آنها جیب‌های خود را پر از پول و طلا می‌کنند. این غیر منصفانه است و نباید تحمل شود. رئیسی که ماشینی را می‌سازد که جایگزین صد کارگر می‌شود باید به این کارگرها که کاری برای انجام دادن ندارند پولی پرداخت کند؛ لذا، ماشینها باید به انسانها کمک کنند تا از مزایای عصر رفاه بهره‌مند شوند. مردم اغلب می‌گویند که ماشین‌ها انسان را به بردگی گرفته‌اند و تکنولوژی باعث انسانیت زدایی از جامعه شده است اما آنها اشتباه می‌کنند! این تولیدکننده‌ها هستند که انسان را به بردگی گرفته‌اند. این تولیدکننده است که افرادی را محکوم به کار مادام العمر می‌کند. تولیدکننده، انسانها را به بردگی می‌کشد اما ربات‌ها ما را آزاد می‌کنند. تنها دلیلی که فناوری منجر به انسانیت زدایی از جامعه می‌شود اینست که انسانها همچنان مجبور به کار با ماشین‌هایی هستند که برای کار اجباری مورد استفاده قرار می‌گیرند یا به دلیل اینکه آنها باید در جایی که کار اجباری اتفاق می‌افتد حاضر شوند. مشکل اینجاست که انسان و ماشین نباید با یکدیگر ترکیب شوند. انسان‌ها طوری طراحی شده‌اند که زمان خود را در مکان‌هایی سپری کنند که به آن علاقه دارند اما ماشین‌های برای این طراحی شده اشند که در محل کار و تحت نظارت ربات‌ها و کامپیوترها باشند.
در جلد یک کتاب طراحی هوشمند از کلود وریلهون متنی وجود دارد که گفته می‌شود توسط یحوه (Yahwe) روایت شده، که طبق آن، یک موجود فرازمینی انسان
نما مسئول خلق زندگی بر روی زمین است:
شما به زودی در بهشتی زمینی و اصیل زندگی خواهید کرد در صورتی که از فناوری ای که که در اختیار شماست در جهت رفاه انسان استفاده کنید و نه در جهت خشونت، جنگ یا منافع شخصی عده‌ای معدود. علم و فناوری می‌تواند انسان را نه تنها از مشکل گرسنگی در جهان به کلی آزاد کند، بلکه از اجبار به کار دائمی نیز آزاد کند زیرا ماشین‌ها می‌توانند به آسانی و به خودی خود بدنبال امور روزمره باشند.

## اجاره اقتصادی
پیروان این نظریه بر این باور اند که یک راه برای کمک به این تلاش، تغییر روش بهره‌برداری از دارایی هاست. متن زیر پیام دیگری از یحوه است:
همه شما برابر به دنیا میایید و این در انجیل نیز نوشته شده. دولت‌های شما باید تضمین کنند که مردم با سطح تقریباً برابری از ابزار مالی به دنیا میایند. این قابل پذیرش نیست که کودکان کم هوش بتوانند به لطف ثروت والدین خود در رفاه زندگی کنند در حالیکه نوابغ از گرسنگی بمیرند و کاری برای گذران زندگی نیز نداشته باشند. بدین صورت آنان مشاغلی را که می‌توانند بواسطه آن دست به ابداعات بزنند و به بشریت سود برسانند را از دست می‌دهند. برای اجتناب از این رویداد، مالکیت بر دارایی‌ها باید پایان یابد اما بدون ایجاد کمونیسم.
بر اساس بیشتر سیستم‌های سرمایه داری، پول با ایجاد بدهی تولید می‌شود و لزوماً در هنگام تولد بدهی، معرفی نمی‌شود. انسان گرایی توصیف شده در این نظریه شامل قرض طولانی مدت به جای مالکیت براموال است، ایده‌ای که توسط بسیاری از جورجیسم‌ها مورد پذیرش قرار گرفته (جرجیسم ایده‌ای است که بر اساس آن مالکان بر دارایی خود تملک دارند اما ارزش افزوده حاصل از آن باید بین همه مردم تقسیم شود. اما در این نظریه، این قانون حتی در مورد کسب و کار نیز باید رعایت شود و نه فقط در مورد زمین.
افراد می‌توانند بر اساس لیاقت‌های خود، برای خود ثروت جمع کنند اما نه برای فرزندان خود. فرزندان باید بر اساس لیاقت خود ثروت جمع کنند. همین وضعیت باید در مورد بنگاه‌های صنعتی و تجاری نیز رعایت شود.
اگر شخصی کسب و کاری راه بیندازد، این کسب و کار تا آخر عمر متعلق به اوست و می‌تواند آن را اجاره دهد اما نه بیش از ۴۹ سال. همین موضوع در مورد کشاورزان نیز صادق ست. آنها می‌توانند زمین را اجاره دهند و به مدت ۴۹ سال روی آن کشاورزی کنند اما بعد ازاین مدت، زمین متعلق به دولت است و قادر خواهد بود آن را مجدداً به مدت ۴۹ سال اجاره دهد. فرزندان آنها نیز می‌توانند آن را به مدت ۴۹ سال اجاره دهند.
این روش باید در مورد تمام کالاهای قابل بهره‌برداری اجراء شود.
در بشردوستی اقتصادی، تنها وراثت قانونی، وراثت منزل خانوادگی است.